# Photedes punctivena
Photedes punctivena är en fjärilsart som beskrevs av Max Wilhelm Karl Draudt 1950. Photedes punctivena ingår i släktet Photedes och familjen nattflyn. Inga underarter finns listade i Catalogue of Life.